# 플로레알급 호위함

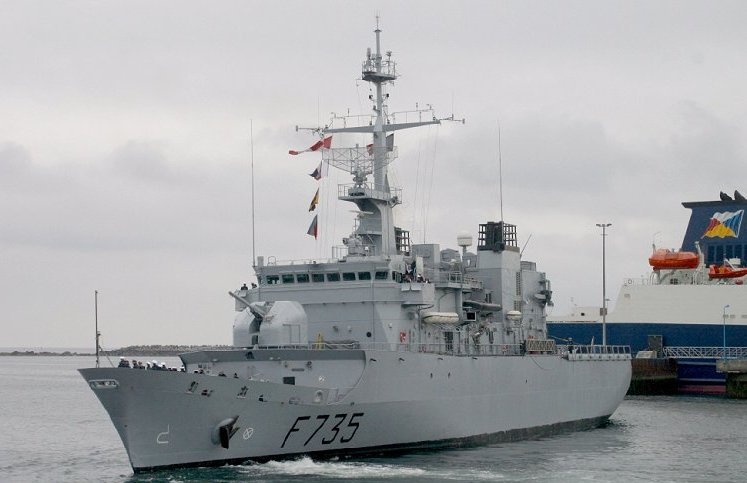
플로레알급 호위함

플로레알급 호위함은 프랑스 해군의 2천톤급 경량 정찰 호위함이다. 냉전 이후인 1992년부터 6척이 실전배치되었다. 2척은 모로코에 수출되었다.

## 역사
프랑스는 해외에 많은 섬과 1200만 평방킬로미터의 방대한 면적의 배타적 경제 수역을 보유하고 있어서, 대양 해군이면서도 과중한 국방 예산이 소모되지 않는 경량 정찰 호위함이 필요했다.

## 소말리아
최근의 2천톤급의 대양해군작전 실전사례로, 2010년 3월 프랑스 해군의 2천톤급 플로레알급 호위함이 인도양에서 소말리아 해적을 퇴치한 사례가 있다. 매우 작은 배수량의 호위함이 큰 군함 못지않은 성능을 보였다는 칭찬을 받았다. 1990년대에 모두 8척이 건조된 플로레알급에는 유로콥터 팬더 헬기가 탑재되어 있다.

## 대한민국
프랑스 해군의 2천톤 플로레알급 호위함 6척이 EEZ를 수호하는 경량무장함인데 비해, 대한민국은 해양경비안전본부에서 3천톤 태평양급 경비함 12척을 배치하여 배타적 경제 수역을 수호하고 있다.